# So wird’s gemacht
So wird’s gemacht er en tysk bogserie med modelspecifikke reparationsvejledninger til personbiler.
Den første bog i den aktuelle række udkom i 1974 og omhandler Volkswagen Passat. Frem til i dag er der udkommet mere end 150 forskellige titler med et samlet oplag på mere end fem millioner eksemplarer. De til udfærdigelse og illustration af bøgerne benyttede biler stilles som regel til rådighed af automobilindustrien. Forfatteren har siden den første udgave heddet Hans-Rüdiger Etzold.
Allerede i 1960'erne udkom der udgaver på Delius Klasing Verlag, både for Volkswagen Type 1 og 3. 
Der reklameres bl.a. for bøgerne i tidsskriftet "gute fahrt", som udgives af samme forlag.
Bogseriens konkurrenter er bl.a. Jetzt helfe ich mir selbst ("nu hjælper jeg mig selv") fra Motorbuch-Verlag (motorbogsforlaget) og Reparaturanleitungen (reparationsvejledninger) fra Bucheli Verlag.
Visse ældre titler kan ses gratis på det officielle websted.